# Milford (Iowa)
Milford – miasto w Stanach Zjednoczonych, w stanie Iowa, w hrabstwie Dickinson. W 2000 roku liczyło 2474 mieszkańców.